# Circonscription électorale de Fuerteventura
Ne doit pas être confondu avec Circonscription autonomique de Fuerteventura.
La circonscription électorale de Fuerteventura est l'une des circonscriptions électorales insulaires espagnoles utilisées comme divisions électorales pour les élections générales espagnoles.
Elle correspond géographiquement à l'ile de Fuerteventura.

## Historique
Elle est instaurée en 1977 par la loi pour la réforme politique puis confirmée avec la promulgation de la Constitution espagnole qui précise à l'article 69 alinéa 3 que chaque île constitue une circonscription électorale.

## Sénat

### Synthèse
|       |       | 1977 | 1979 | 1982 | 1986 | 1989 | 1993 | 1996 | 2000 | 2004 | 2008 | 2011 | 2015 | 2016 | 04/19 | 11/19 | 2023 |
| ----- | ----- | ---- | ---- | ---- | ---- | ---- | ---- | ---- | ---- | ---- | ---- | ---- | ---- | ---- | ----- | ----- | ---- |
| UCD   |       |      | 1    |      |      |      |      |      |      |      |      |      |      |      |       |       |      |
| AM    |       | 1    |      | 1    | 1    | 1    |      |      |      |      |      |      |      |      |       |       |      |
| CC    |       |      |      |      |      |      | 1    |      | 1    |      |      |      |      |      |       |       |      |
| PP    |       |      |      |      |      |      |      | 1    |      | 1    | 1    | 1    | 1    | 1    |       |       |      |
| PSOE  |       |      |      |      |      |      |      |      |      |      |      |      |      |      | 1     | 1     | 1    |
|       |       |      |      |      |      |      |      |      |      |      |      |      |      |      |       |       |      |
| Total | Total | 1    | 1    | 1    | 1    | 1    | 1    | 1    | 1    | 1    | 1    | 1    | 1    | 1    | 1     | 1     | 1    |

### 1977
| Parti | Parti | Sénateurs              |
| ----- | ----- | ---------------------- |
| AM    |       | Miguel Cabrera Cabrera |

### 1979
| Parti | Parti | Sénateurs                |
| ----- | ----- | ------------------------ |
| UCD   |       | Miguel Sánchez Velázquez |

### 1982
| Parti | Parti | Sénateurs              |
| ----- | ----- | ---------------------- |
| AM    |       | Miguel Cabrera Cabrera |

### 1986
| Parti | Parti | Sénateurs         |
| ----- | ----- | ----------------- |
| AM    |       | Gerardo Mesa Noda |

### 1989
| Parti | Parti | Sénateurs         |
| ----- | ----- | ----------------- |
| AM    |       | Gerardo Mesa Noda |

### 1993
| Parti | Parti | Sénateurs                      |
| ----- | ----- | ------------------------------ |
| CC    |       | Manuel Bernabé Travieso Darias |

### 1996
| Parti | Parti | Sénateurs               |
| ----- | ----- | ----------------------- |
| PP    |       | Domingo González Arroyo |

### 2000
| Parti | Parti | Sénateurs                  |
| ----- | ----- | -------------------------- |
| CC    |       | Claudina Morales Rodríguez |

### 2004
| Parti | Parti | Sénateurs                    |
| ----- | ----- | ---------------------------- |
| PP    |       | Ana del Pilar Padilla Camejo |

- Ana del Pilar Padilla (PP) est remplacée en 2006 par Almudena Montserrat de León.

### 2008
| Parti | Parti | Sénateurs                    |
| ----- | ----- | ---------------------------- |
| PP    |       | Ana del Pilar Padilla Camejo |

- Ana del Pilar Padilla (PP) est remplacée en 2010 par Almudena Montserrat de León.

### 2011
| Parti | Parti | Sénateurs              |
| ----- | ----- | ---------------------- |
| PP    |       | Claudio Gutiérrez Vera |

- Claudio Gutiérrez (PP) est remplacé en 2014 par Sandra Domínguez Hormiga.

### 2015
| Parti | Parti | Sénateurs              |
| ----- | ----- | ---------------------- |
| PP    |       | Claudio Gutiérrez Vera |

### 2016
| Parti | Parti | Sénateurs              |
| ----- | ----- | ---------------------- |
| PP    |       | Claudio Gutiérrez Vera |

- Claudio Gutiérrez (PP) est remplacé en juin 2018 par María Esther Hernández Marrero.

### Avril 2019
| Parti | Parti | Sénateurs               |
| ----- | ----- | ----------------------- |
| PSOE  |       | Paloma Hernández Cerezo |

### Novembre 2019
| Parti | Parti | Sénateurs               |
| ----- | ----- | ----------------------- |
| PSOE  |       | Paloma Hernández Cerezo |

### 2023
| Parti | Parti | Sénateurs               |
| ----- | ----- | ----------------------- |
| PSOE  |       | Paloma Hernández Cerezo |